# Brad Penrith
Brad Penrith – amerykański zapaśnik walczący w stylu wolnym. Wicemistrz świata w 1991 i odpadł w eliminacjach w 1989. Srebrny medalista igrzysk panamerykańskich w 1991. Mistrz panamerykański w 1989. Trzeci w Pucharze Świata w 1990 i czwarty w 1992. Trzeci na Igrzyskach dobrej woli w 1994 roku.
Zawodnik Windsor Central High School z Windsor i University of Iowa. Trzy razy All American (1986-1988) w NCAA Division I, pierwszy w 1986 roku.
Trzy tytuły w Big Ten Conference, znakomity trener.